# Molendy
Molendy (do 14 lutego 2002 Molędy) – wieś sołecka w Polsce położona w województwie mazowieckim, w powiecie kozienickim, w gminie Garbatka-Letnisko.
W latach 1975–1998 miejscowość administracyjnie należała do województwa radomskiego. 15 lutego 2002 nastąpiła zmiana nazwy z Molędy na Molendy, równocześnie częściami wsi stały się ówczesna leśniczówka Krępiec, której równocześnie zmieniono nazwę na Krępiec-Leśniczówka, i ówczesna gajówka Krępiec, której równocześnie zmieniono nazwę na Krępiec-Gajówka.
Na terenie lasów leśnictwa Molendy znajduje się rezerwat przyrody Krępiec.
We wsi znajduje się lądowisko trawiaste dla samolotów z dwoma pasami o długości 902 i 970 metrów.
Wierni kościoła rzymskokatolickiego należą do parafii Nawiedzenia Najświętszej Maryi Panny w Garbatce.

## Części wsi
| SIMC    | Nazwa               | Rodzaj    |
| ------- | ------------------- | --------- |
| 0618680 | Krępiec-Gajówka     | część wsi |
| 0618697 | Krępiec-Leśniczówka | część wsi |

## Historia
Wieś powstała w końcu XVIII w. z połączenia wsi Krępce i Wola Józefowska.
7 kwietnia 1944 oddziały Batalionów Chłopskich i Armii Krajowej pod dowództwem Józefa Abramczyka "Tomasza" i "Gryfa", otoczone we wsi przez przeważające siły niemieckie, stoczyły zaciętą bitwę wyrywając się z okrążenia. Była to największa bitwa partyzancka w całym Obwodzie Kozienickim podczas II wojny światowej. 22 VII 1944 hitlerowcy zamordowali we wsi 10 mężczyzn w pacyfikacji wsi. Oddział Armii Ludowej im. Czachowskiego zorganizował zasadzkę na oddział pacyfikacyjny, w której zginęli jeden żandarmi i granatowy policjant.
24 kwietnia 1897 w Molendach urodził się pułkownik dyplomowany artylerii Andrzej Molenda.